# Muránska Zdychava
Muránska Zdychava (in ungherese Kakasalja) è un comune della Slovacchia facente parte del distretto di Revúca, nella regione di Banská Bystrica.